# Kresten Bjerre
Kresten Bjerre (Kopenhagen, 22 februari 1946 – 19 februari 2014) was een Deens profvoetballer, die doorgaans als verdediger speelde. Hij speelde 22 wedstrijden voor het Deens voetbalelftal, waarin hij twaalf keer scoorde. Bjerre speelde in clubverband voor onder meer PSV, Go Ahead Eagles en RWDM.

## Voetballoopbaan
Bjerre begon met voetballen bij de Deense amateurclub BK Sylvia, waarna hij zijn eerste profcontract kreeg bij AB. Met die club werd hij in 1967 kampioen van Denemarken. Daarop verhuisde Bjerre naar de Houston Stars, dat het één seizoen uithield in de NASL. Daarop haalde Kurt Linder hem naar Nederland, waardoor hij de derde Deen ooit in dienst van PSV werd, na Ole Sørensen en Bent Schmidt Hansen.
Bjerre kende zijn succesvolste periode bij RWDM. Met de Belgische club werd Bjerre in het seizoen '74-'75 kampioen van België en bereikte hij de halve finale van de UEFA Cup 1976/77. In 1973 nam Bjerre de Belgische nationaliteit aan. Daardoor mocht landgenoot Benny Nielsen ook voor RWDM spelen, zonder dat de club het maximaal toegestane aantal buitenlanders overtrad. Van 1977 tot 1978 speelde hij in Deventer voor Go Ahead Eagles. Nadat hij gestopt was met voetbal, nam Bjerre weer de Deense nationaliteit aan.
Als Deens international scoorde hij onder meer twee goals in een kwalificatiewedstrijd voor het Europees kampioenschap voetbal 1968, die Denemarken met 3-2 won van Nederland. Bjerre was dertienmaal aanvoerder van het nationale team.
Na zijn actieve voetbalcarrière was hij coach van verschillende Deense betaaldvoetbalclubs.

## Overzicht
| Seizoen | Club            | Competitie    | Wedstrijden | Doelpunten |
| ------- | --------------- | ------------- | ----------- | ---------- |
| 19??–67 | AB              | 1.Division    | ?           | ?          |
| 1968    | Houston Stars   | NASL          | 31          | 7          |
| 1968–70 | PSV             | Eredivisie    | 53          | 4          |
| 1970–77 | RWDM            | Eerste klasse | 248         | ?          |
| 1977–78 | Go Ahead Eagles | Eredivisie    | ?           | ?          |